# Marathon masculin aux championnats du monde d'athlétisme 2013
Navigation
Daegu 2011 Pékin 2015
L'épreuve du marathon masculin des championnats du monde de 2013 s'est déroulée le 17 août 2013 dans la ville de Moscou, en Russie, avec un départ et une arrivée au stade Loujniki. Elle est remportée par l'Ougandais Stephen Kiprotich.

## Records et performances

### Records
Les records du marathon hommes (mondial, des championnats et par continent) étaient avant les championnats 2013 les suivants.
| Record                    | Athlète               | Pays       | Temps           | Lieu    | Date              |
| ------------------------- | --------------------- | ---------- | --------------- | ------- | ----------------- |
| Record du monde           | Patrick Makau         | Kenya      | 2 h 03 min 38 s | Berlin  | 25 septembre 2011 |
| Record des championnats   | Abel Kirui            | Kenya      | 2 h 06 min 54 s | Berlin  | 22 août 2009      |
| Record d'Afrique          | Patrick Makau         | Kenya      | 2 h 03 min 38 s | Berlin  | 25 septembre 2011 |
| Record d'Asie             | Toshinari Takaoka     | Japon      | 2 h 06 min 16 s | Chicago | 13 octobre 2000   |
| Record d'Amérique du Nord | Khalid Khannouchi     | États-Unis | 2 h 05 min 38 s | Londres | 14 avril 2002     |
| Record d'Amérique du Sud  | Ronaldo da Costa      | Brésil     | 2 h 06 min 05 s | Berlin  | 20 septembre 1998 |
| Record d'Europe           | António Pinto         | Portugal   | 2 h 06 min 36 s | Londres | 16 avril 2000     |
| Record d'Europe           | Benoît Zwierzchiewski | France     | 2 h 06 min 36 s | Paris   | 6 avril 2003      |
| Record d'Océanie          | Robert de Castella    | Australie  | 2 h 07 min 51 s | Boston  | 21 avril 1986     |

### Meilleures performances de l'année 2013
Les dix coureurs les plus rapides de l'année sont, avant les championnats (au 26 juillet 2013), les suivants.
|    | Athlète              | Pays     | Temps           | Lieu      | Date            |
| -- | -------------------- | -------- | --------------- | --------- | --------------- |
| 1  | Lelisa Desisa        | Éthiopie | 2 h 04 min 45 s | Dubaï     | 25 janvier 2013 |
| 2  | Berhanu Shiferaw     | Éthiopie | 2 h 04 min 48 s | Dubaï     | 25 janvier 2013 |
| 3  | Tadese Tola          | Éthiopie | 2 h 04 min 49 s | Dubaï     | 25 janvier 2013 |
| 4  | Endeshaw Negesse     | Éthiopie | 2 h 04 min 52 s | Dubaï     | 25 janvier 2013 |
| 5  | Bernard Kiprop Koech | Kenya    | 2 h 04 min 53 s | Dubaï     | 25 janvier 2013 |
| 6  | Eliud Kipchoge       | Kenya    | 2 h 05 min 30 s | Hambourg  | 21 avril 2013   |
| 7  | Peter Kimeli Some    | Kenya    | 2 h 05 min 38 s | Paris     | 7 avril 2013    |
| 7  | Tilahun Regassa      | Éthiopie | 2 h 05 min 38 s | Rotterdam | 14 avril 2013   |
| 9  | Tsegay Kebede        | Éthiopie | 2 h 06 min 04 s | Londres   | 21 avril 2013   |
| 10 | Nicholas Kipkemboi   | Kenya    | 2 h 06 min 33 s | Dubaï     | 25 janvier 2013 |

## Critères de qualification
Pour se qualifier pour les Championnats, il fallait avoir réalisé moins de 2 h 17 min 00 s entre le 1er janvier 2012 et le 29 juillet 2013.

## Parcours
Les premiers 600 m du parcours sont effectués sur la piste du stade Loujniki, puis les coureurs bouclent quatre tours le long des rives de la Moskova (du stade jusqu'au Kremlin et retour). Les derniers 300 m sont réalisés dans le stade Loujniki .

## Faits marquants
- L'Ougandais Stephen Kiprotich s'impose après avoir déjà remporté le marathon aux Jeux olympiques de 2012 à Londres
- L'Éthiopien Tsegay Kebede, troisième du marathon aux championnats du monde d'athlétisme de 2009, manque le podium pour 24 secondes
- Les Brésiliens Solonei da Silva et Paulo Roberto Paula terminent dans le même temps de 2 h 11 min 40 s

## Médaillés
| Or                           | Argent                    | Bronze                  |
| ---------------------------- | ------------------------- | ----------------------- |
| Stephen Kiprotich ( Ouganda) | Lelisa Desisa ( Éthiopie) | Tadese Tola ( Éthiopie) |

## Résultats
| Rang               | Athlète                | Nationalité    | Temps           | Notes     |
| ------------------ | ---------------------- | -------------- | --------------- | --------- |
| Médaille d'or      | Stephen Kiprotich      | Ouganda        | 2 h 09 min 51 s |           |
| Médaille d'argent  | Lelisa Desisa          | Éthiopie       | 2 h 10 min 12 s |           |
| Médaille de bronze | Tadese Tola            | Éthiopie       | 2 h 10 min 23 s |           |
| 4                  | Tsegay Kebede          | Éthiopie       | 2 h 10 min 47 s |           |
| 5                  | Kentaro Nakamoto       | Japon          | 2 h 10 min 50 s |           |
| 6                  | Solonei da Silva       | Brésil         | 2 h 11 min 40 s |           |
| 7                  | Paulo Roberto Paula    | Brésil         | 2 h 11 min 40 s |           |
| 8                  | Yemane Tsegay          | Éthiopie       | 2 h 11 min 43 s |           |
| 9                  | Peter Kimeli Some      | Kenya          | 2 h 11 min 47 s |           |
| 10                 | Jackson Kiprop         | Ouganda        | 2 h 12 min 12 s |           |
| 11                 | Beraki Beyene          | Érythrée       | 2 h 13 min 40 s | SB        |
| 12                 | Bernard Kipyego        | Kenya          | 2 h 14 min 01 s |           |
| 13                 | Jeff Eggleston         | États-Unis     | 2 h 14 min 23 s | SB        |
| 14                 | Masakazu Fujiwara      | Japon          | 2 h 14 min 29 s |           |
| 15                 | Javier Guerra          | Espagne        | 2 h 14 min 33 s |           |
| 16                 | Samuel Tsegay          | Érythrée       | 2 h 14 min 41 s | SB        |
| 17                 | Kazuhiro Maeda         | Japon          | 2 h 15 min 25 s |           |
| 18                 | Yuki Kawauchi          | Japon          | 2 h 15 min 35 s |           |
| 19                 | Abraham Kiplimo        | Ouganda        | 2 h 16 min 25 s |           |
| 20                 | Rob Watson             | Canada         | 2 h 16 min 28 s | SB        |
| 21                 | Paul Pollock           | Irlande        | 2 h 16 min 42 s | SB        |
| 22                 | Mustafa Mohamed        | Suède          | 2 h 17 min 09 s | SB        |
| 23                 | Martin Dent            | Australie      | 2 h 17 min 11 s | SB        |
| 24                 | Aleksey A. Sokolov     | Russie         | 2 h 17 min 12 s |           |
| 25                 | Michael Kipyego        | Kenya          | 2 h 17 min 47 s |           |
| 26                 | Marius Ionescu         | Roumanie       | 2 h 18 min 31 s |           |
| 27                 | Daniel Tapia           | États-Unis     | 2 h 18 min 32 s | SB        |
| 28                 | Benjamin Malaty        | France         | 2 h 19 min 21 s |           |
| 29                 | Jordan Chipangama      | Zambie         | 2 h 19 min 47 s |           |
| 30                 | Miguel Ángel Almachi   | Équateur       | 2 h 19 min 48 s | SB        |
| 31                 | Kiflom Sium            | Érythrée       | 2 h 20 min 01 s |           |
| 32                 | Chang Chia-che         | Taipei chinois | 2 h 20 min 02 s | SB        |
| 33                 | Faustine Mussa         | Tanzanie       | 2 h 20 min 51 s |           |
| 34                 | Christian Kreienbühl   | Suisse         | 2 h 21 min 17 s |           |
| 35                 | Bat-Ochiryn Ser-Od     | Mongolie       | 2 h 21 min 55 s |           |
| 36                 | Carlos Trujillo        | États-Unis     | 2 h 23 min 13 s | SB        |
| 37                 | Tilahun Aliyev         | Azerbaïdjan    | 2 h 23 min 32 s |           |
| 38                 | Mohamed Ikoki Msandeki | Tanzanie       | 2 h 24 min 20 s | SB        |
| 39                 | Zohar Zemiro           | Israël         | 2 h 25 min 23 s |           |
| 40                 | Michael Ott            | Suisse         | 2 h 26 min 02 s |           |
| 41                 | Vasyl Matviychuk       | Ukraine        | 2 h 26 min 21 s | SB        |
| 42                 | Sibusiso Nzima         | Afrique du Sud | 2 h 26 min 32 s |           |
| 43                 | Sung Ji-Hun            | Corée du Sud   | 2 h 26 min 43 s |           |
| 44                 | Yin Shujin             | Chine          | 2 h 27 min 19 s |           |
| 45                 | Roman Prodius          | Moldavie       | 2 h 29 min 08 s |           |
| 46                 | Hendrick Ramaala       | Afrique du Sud | 2 h 30 min 23 s |           |
| 47                 | Sergiu Ciobanu         | Moldavie       | 2 h 34 min 17 s | SB        |
| 48                 | Kim Young-Jin          | Corée du Sud   | 2 h 35 min 53 s |           |
| 49                 | Shawn Forrest          | Australie      | 2 h 39 min 09 s | SB        |
| 50                 | Mihail Krassilov       | Kazakhstan     | 2 h 44 min 31 s | SB        |
| —                  | Nicholas Kipkemboi     | Kenya          | DNF             |           |
| —                  | Bernard Kiprop Koech   | Kenya          | DNF             |           |
| —                  | Jobo Khatoane          | Lesotho        | DNF             |           |
| —                  | Tsepo Ramonene         | Lesotho        | DNF             |           |
| —                  | Mohamed Bilal          | Maroc          | DNF             |           |
| —                  | Hafid Chani            | Maroc          | DNF             |           |
| —                  | Hiroyuki Horibata      | Japon          | DNF             |           |
| —                  | Feyisa Lilesa          | Éthiopie       | DNF             |           |
| —                  | Ayad Lamdassem         | Espagne        | DNF             |           |
| —                  | Tayeb Filali           | Algérie        | DNF             |           |
| —                  | Yared Asmerom          | Érythrée       | DNF             |           |
| —                  | Yonas Kifle            | Érythrée       | DNF             |           |
| —                  | José Antonio Uribe     | Mexique        | DNF             |           |
| —                  | Michel Butter          | Pays-Bas       | DNF             |           |
| —                  | Hermano Ferreira       | Portugal       | DNF             |           |
| —                  | Jean Pierre Mvuyekure  | Rwanda         | DNF             |           |
| —                  | Aadam Ismaeel Khamis   | Bahreïn        | DNF             |           |
| —                  | Wissem Hosni           | Tunisie        | DNF             |           |
| —                  | Cephas Pasipamiri      | Zimbabwe       | DNS             |           |
| —                  | Jeremías Saloj         | Guatemala      | 2 h 20 min 40 s | DQ (33rd) |

### Temps intermédiaires
| Distance      | Athlète           | Pays     | Temps           |
| ------------- | ----------------- | -------- | --------------- |
| 5 km          | Tadese Tola       | Éthiopie | 15 min 53 s     |
| 10 km         | Tadese Tola       | Éthiopie | 31 min 22 s     |
| 15 km         | Hafid Chani       | Maroc    | 46 min 59 s     |
| 20 km         | Tsegay Kebede     | Éthiopie | 1 h 01 min 49 s |
| Semi-marathon | Jackson Kiprop    | Ouganda  | 1 h 05 min 12 s |
| 25 km         | Jackson Kiprop    | Ouganda  | 1 h 17 min 11 s |
| 30 km         | Yemane Tsegay     | Éthiopie | 1 h 32 min 35 s |
| 35 km         | Stephen Kiprotich | Ouganda  | 1 h 48 min 00 s |
| 40 km         | Stephen Kiprotich | Ouganda  | 2 h 03 min 23 s |

## Légende
Records et Performances
- AR : Record continental (area record)
- CR : Record des championnats (championship record)
- MR : Record du meeting (meet record)
- NR : Record national (national record)
- OR : Record olympique (olympic record)
- PR : Record paralympique (paralympic record)
- PB : Record personnel (personal best)
- SB : Meilleure performance personnelle de la saison (season's best)
- WL : Meilleure performance mondiale de l'année (world leader)
- WJR : Record du monde junior (world junior record)
- WR : Record du monde (world record)

Circonstances et Conditions
- DNF : N'a pas terminé (did not finish)
- DNS : N'a pas pris le départ (did not start)
- DQ : Disqualification (disqualification)
- NM : Aucun essai valable enregistré (No Mark)
- Q : Qualifié « directement » au prochain tour (ou à la prochaine compétition), lors d'une compétition majeure, grâce au classement ou à la réalisation des minima (automatic qualifier)
- q : Qualifié au prochain tour (ou à la prochaine compétition), lors d'une compétition majeure, grâce au repêchage ou à la réalisation de l'une des meilleures performances parmi celles des « non qualifiés directement » (grâce au meilleur temps ou à la meilleure distance par exemple) (secondary qualifier)